# Beňatina
Beňatina és un poble i municipi d'Eslovàquia. Es troba a la regió de Košice, a l'est del país.

## Història
La primera referència escrita de la vila data del 1333.

## Demografia
| Godina             | 1994 | 2004    | 2014    | 2024    |
| ------------------ | ---- | ------- | ------- | ------- |
| Nombre de persones | 300  | 257     | 197     | 168     |
| Diferència         |      | −14,33% | −23,34% | −14,72% |

| Godina             | 2023 | 2024   |
| ------------------ | ---- | ------ |
| Nombre de persones | 170  | 168    |
| Diferència         |      | −1,17% |